# Osterville (Massachusetts)
Osterville est un village du Massachusetts situé à proximité de la ville de Barnstable, dans le comté de Barnstable au cœur de Cap Cod. C'est une communauté résidentielle.
Le village a été fondé en 1648.
C'est le port d'attache du Crosby Yacht Yard, un des plus anciens sites de construction de bateaux en bois aux États-Unis.